# Christian Polykarp Erxleben
Christian Polykarp Erxleben (3. června 1765 Parensen, Dolní Sasko – 31. října 1831 Lanškroun) byl lanškrounský lékárník, botanik a textilní podnikatel německého původu.
Do Lanškrouna přišel v roce 1793 na pozvání zdejšího českého podnikatele Františka Jakoba Pernikáře (původně faktora pláteníků, později majitele palírny lihu). Následujícího roku se oženil s jeho dcerou Annou. V Lanškrouně si otevřel lékárnu U milosrdného samaritána s botanickou zahradou, s přispěním tchánova knowhow vybudoval manufakturu na výrobu a potisk lněného plátna a bělidlo v Sázavě, kde uplatnil vědecké principy bělení textilií. Publikoval vědecké články z textilního oboru, dělal pokusy v souvislosti s výrobou cukru z cukrové řepy s použitím šroubového lisu, napsal článek Dobrota a síla piva . Článek je považován za základ vědecké biochemie.

## Rodina
Byl nevlastním vnukem první německé lékařky Dorothey Christiany Erxlebenové (1715–1762). Otec Friedrich (Georg) Christian Erxleben (1733–1801). Bratr Heinrich Wilhelm. Manželka Anna Pernikářová.
Jeho syn Eduard Norbert Erxleben (1796–1860) byl v letech 1845–1850 voleným purkmistrem města Lanškrouna. Na jeho počest byl Vápenný pramen u Slunečního rybníka pojmenován jeho jménem.